# Ciulucani, Telenești

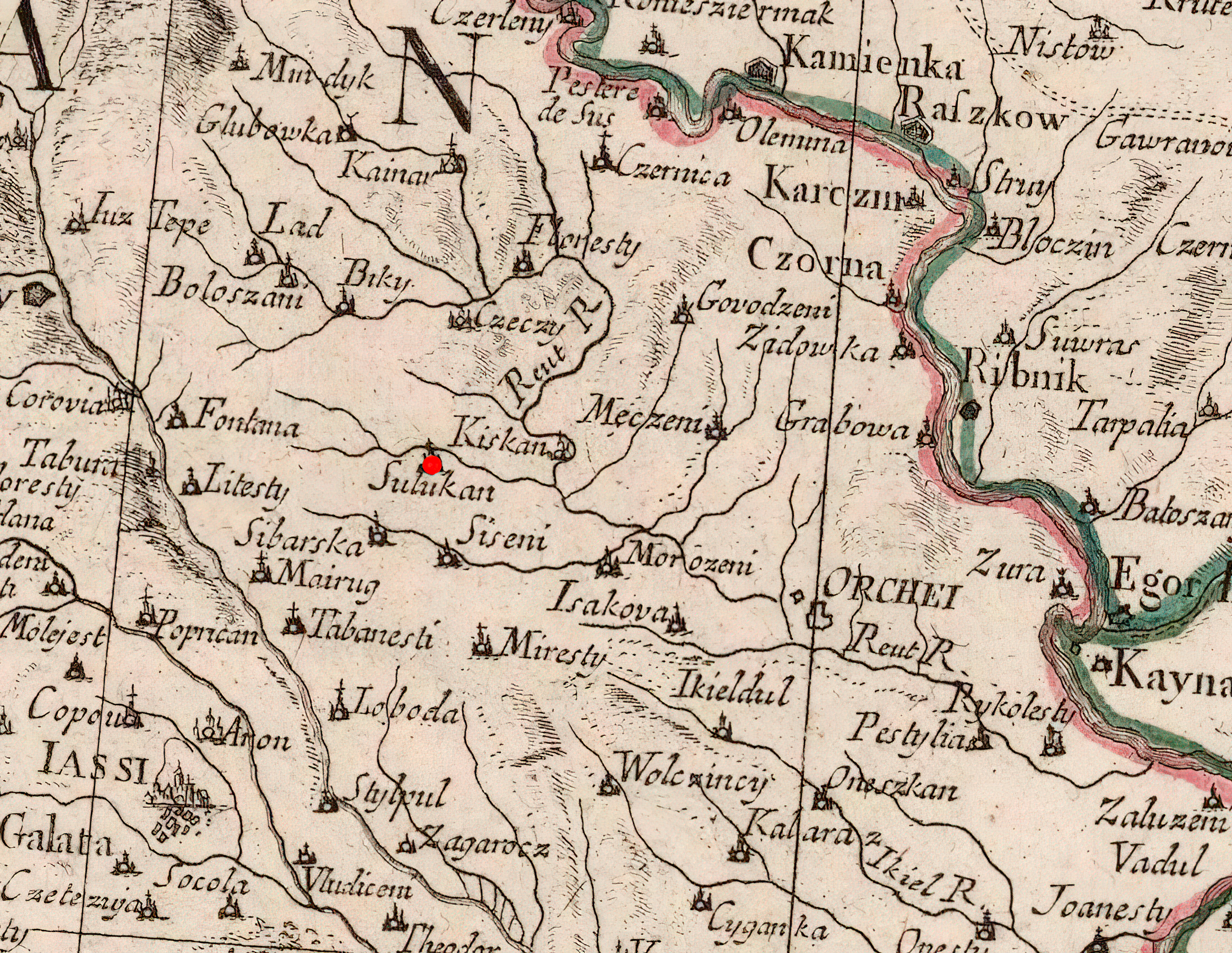
Satul Ciulucani indicat pe Hartă venețiană din anul 1777

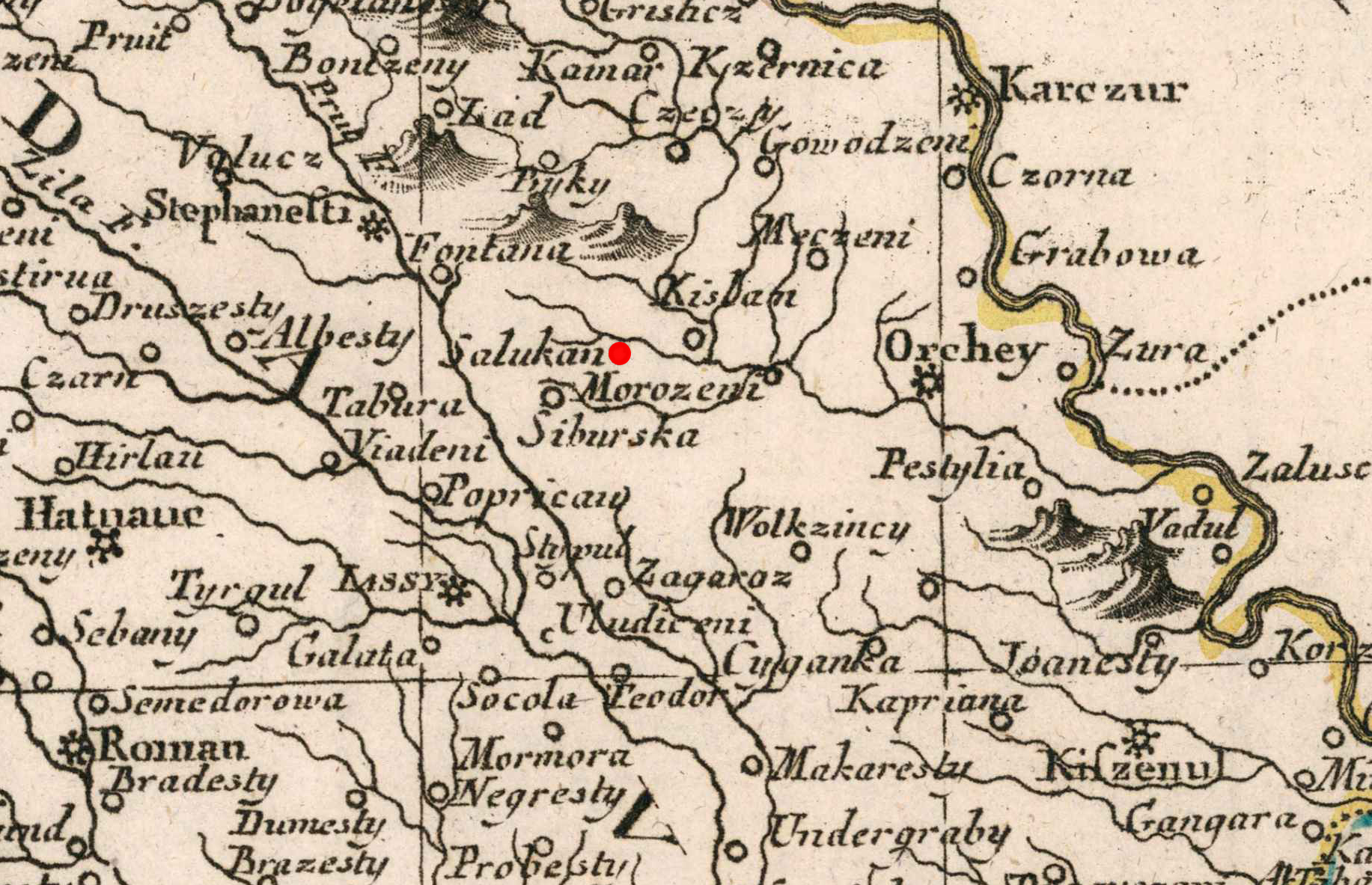
Ciulucani pe Harta venețiană a Moldovei și Valahiei din anul 1782 ("Principati di Moldavia, e Vallachia")

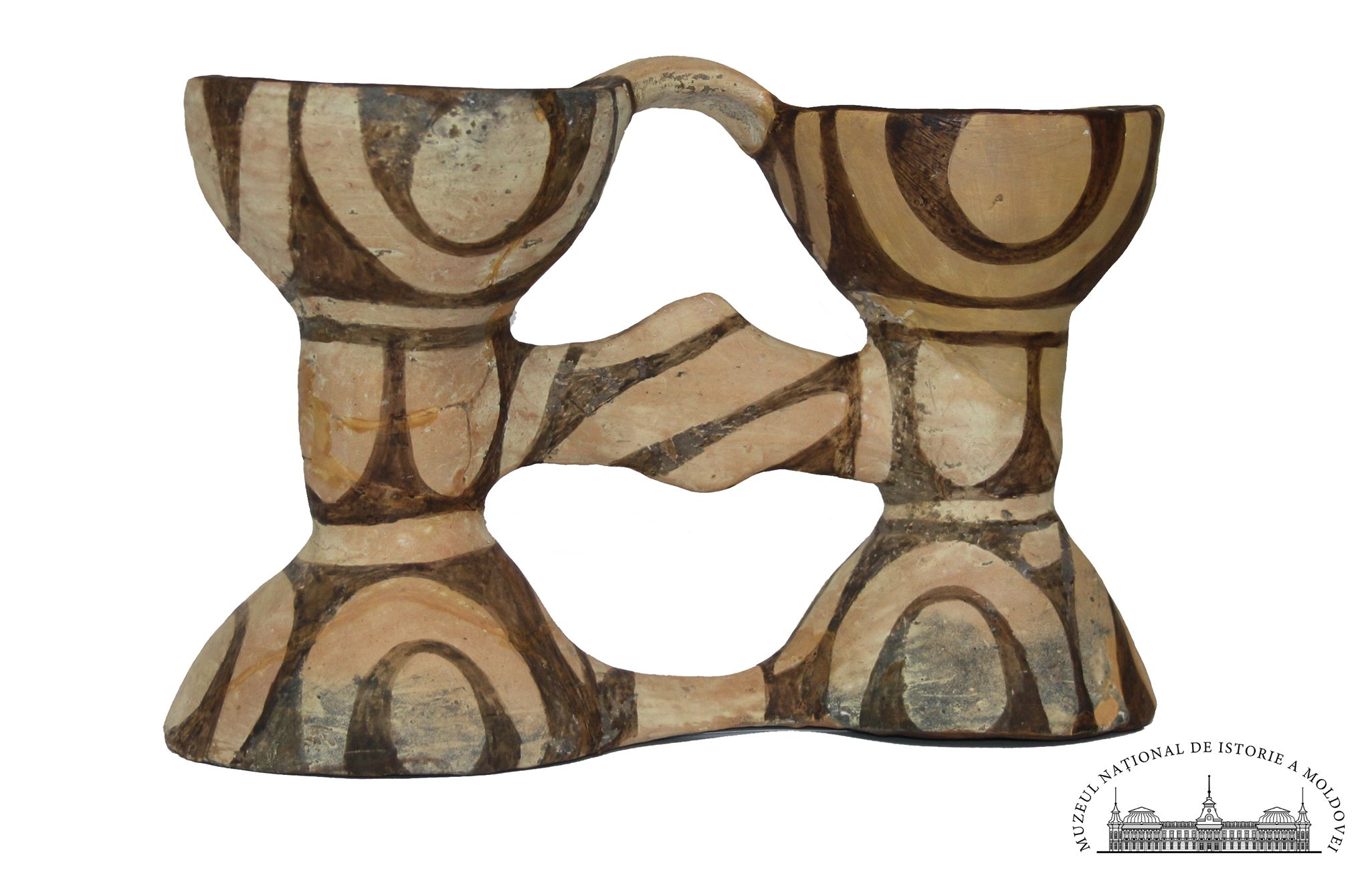
Vasul –„binoclu” de la Ciulucani.Apartine culturii Cucuteni-Tripolia, cea mai veche civilizație din Europa

Ciulucani este un sat din raionul Telenești, Republica Moldova.Ciulucani este unicul sat din Republica Moldova cu același nume. Localitatea se află la distanța de 5 km de orașul Telenești și la 96 km de Chișinău.

## Istoric
Denumirea provine de la afluentul râului Răut, Ciuluc. Satul Ciulucani a fost menționat documentar în anul 1611:
„Adică eu Pavel și fratele meu Toader, feciorii Armancăi și ațăjdere sămințiile lor: Vasilie, ficior lui Dumitru, ... toți dinpreună au scos părțile lor de ocină ce-au avut ei în sat în Sămășcani, vânzătoare și au umblat mai înaintea de s-au întrebat ei ruda lor, care sânt mai aproape, să le plăteacă, iară dintru ruda lor nici unul n-au vrut să plătească.

...

Dintre mulți oameni buni, megieși din sus și din gios dinainte lui David ce-au fost pârcălab și Gheorghia din Ciulucani și Pleșan din Mihilasi și ...

Scris la Mihilaș, Martie 27, let 7119 <1611>.”
Ciulucani, sat (în r-nul Telenești). Z. Arbore menționează că unii din răzeșii satului păstrează hrisoave vechi, între care unul slavon al lui Petru Șchiopul din 12 mai 1587, unul român din anul 1701 al lui Constantin Duca și un zapis din anul 1768.
În anul 1817 în localitate a fost ridicată o biserică de lemn.
Pe teritoriul satului Ciulucani au fost descoperite urmele unei așezări Cucuteni-Tripolia , cea mai veche civilizație din Europa, datând din perioada 5800-3200 î.Hr., și-a primit nume

## Administrație și politică
Componența Consiliului local Ciulucani (9 consilieri), ales la 5 noiembrie 2023, este următoarea:
|  | Partid                                | Consilieri | Componență | Componență | Componență | Componență | Componență | Componență | Componență |
|  | ------------------------------------- | ---------- | ---------- | ---------- | ---------- | ---------- | ---------- | ---------- | ---------- |
|  | Platforma Demnitate și Adevăr         | 7          |            |            |            |            |            |            |            |
|  | Partidul Liberal Democrat din Moldova | 1          |            |            |            |            |            |            |            |
|  | Partidul Social Democrat European     | 1          |            |            |            |            |            |            |            |

## Bibliografie

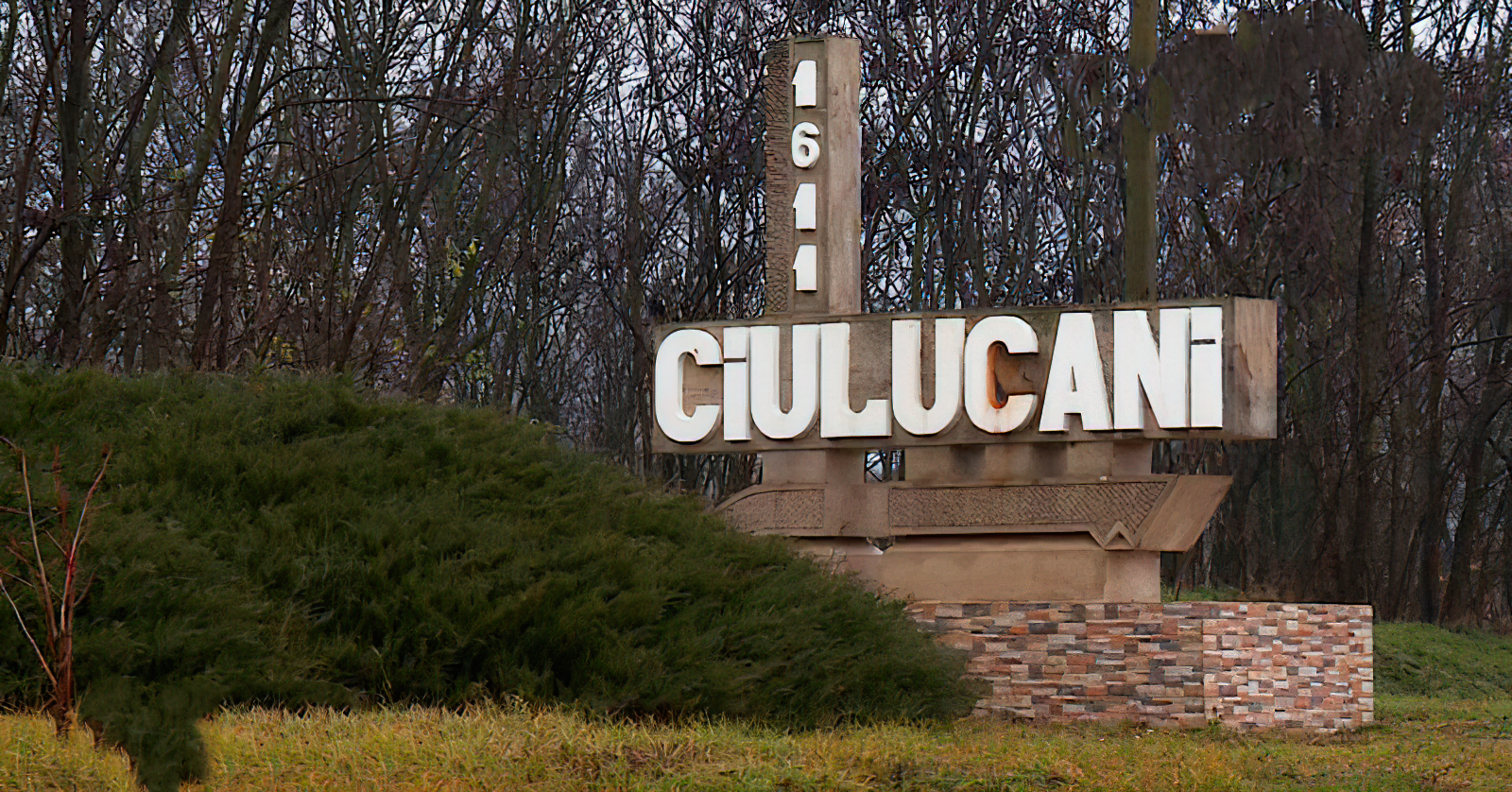

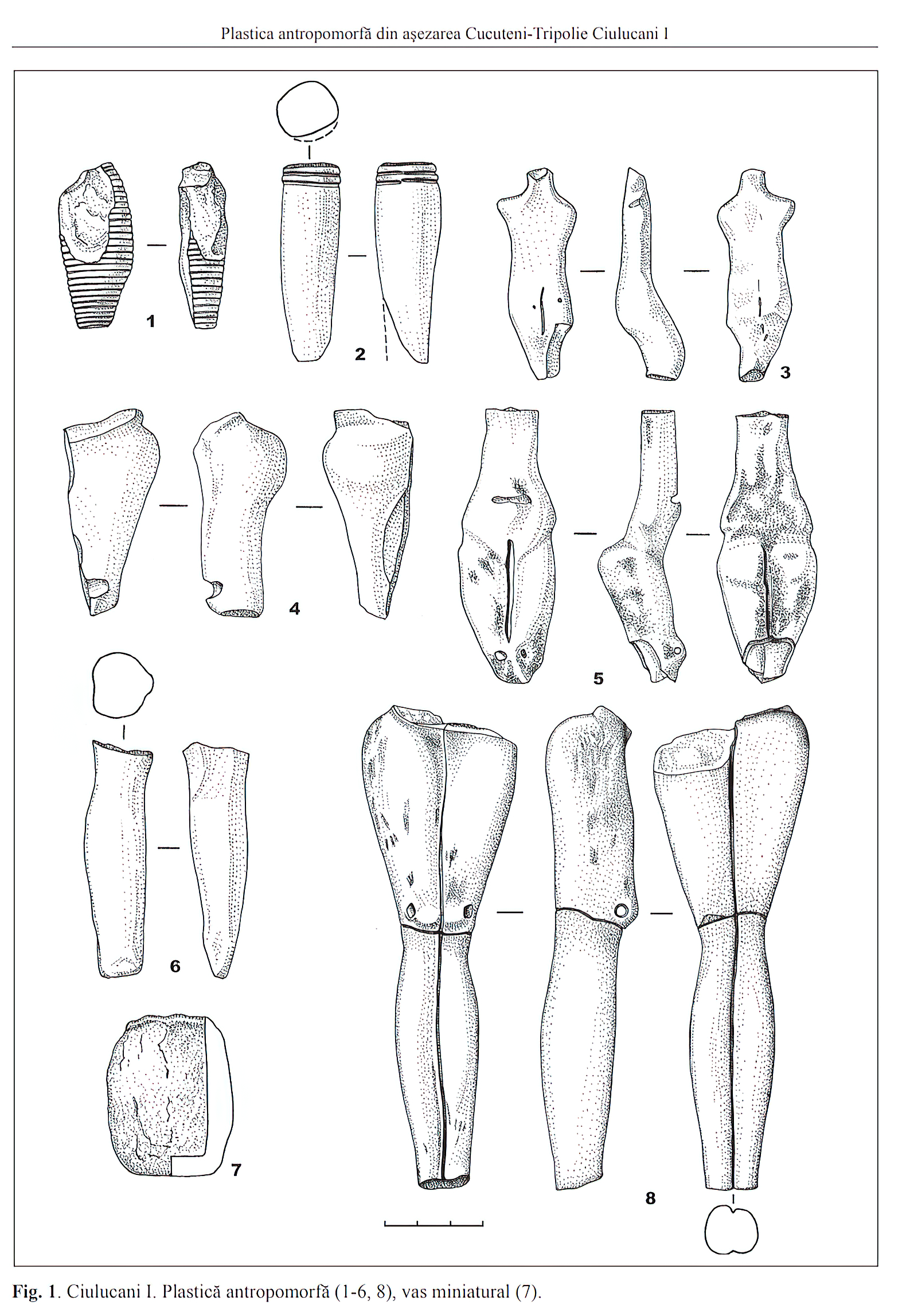
Plastica antropomorfă din așezarea Ciulucani (r-nul Telenești, Republica Moldova) cercetată prin săpături în anul 1990. Această categorie de artefacte este reprezentată de statuete modelate în picioare sau în poziție șezândă, pe suprafața cărora s-au semnalat urme de pictură realizată cu roșu, și de statuete cu decor incizat. În baza ceramicii și plasticii recuperate așezarea a fost încadrată în etapa Cucuteni A-B2 cu analogii semnalate în inventarul așezării Iabloana I.